# Distriktmeisterschaft von Brasília (Frauenfußball)
Die Distriktmeisterschaft von Brasília für Frauenfußball (portugiesisch Campeonato Brasíliense de Futebol Feminino; auch Candangão Feminino genannt) ist die seit 1997 von der Federação de Futebol do Distrito Federal (FFDF) ausgetragene Vereinsmeisterschaft im Frauenfußball des Bundesdistriktes Brasília in Brasilien.
Seit 2007 wird über die Distriktmeisterschaft die Qualifikation zur Copa do Brasil Feminino und seit 2017 für die brasilianischen Meisterschaft der Frauen entschieden, zuerst für deren zweite Liga (Série A2) und seit 2021 für die dritte Liga (Série A3). Rekordmeister mit sieben Titeln ist CRESSPOM, der Sport- und Gesellschaftsclub für Unteroffiziere und Sergeanten der Militärpolizei des Bundesdistrikts.

## Meisterschaftshistorie

### Ehrentafel der Gewinner
| 0       | |
| 7 Titel | CRESSPOM (Plano Piloto) |
| 6 Titel | Real Brasília FC (Núcleo Bandeirante)                                                                                                 |
| 4 Titel | CFZ de Brasília SE (Santa Maria) |
| 3 Titel | Minas Brasília TC (Plano Piloto) |
| 2 Titel | AA Apollo 4 (Ceilândia) |
| 1 Titel | Flamengo Tiradentes (Ceilândia) ARUC (Cruzeiro) Iate Clube (Plano Piloto) AA Luziânia (Luziânia, GO) ASCOOP (Gama) Capital CF (Guará) |

### Chronologie der Meister
| Saison | Meister             | Vizemeister       | Torschützenkönigin                    |       |
| ------ | ------------------- | ----------------- | ------------------------------------- | ----- |
| 1997   | Flamengo Tiradentes | Ceilândia EC      | ?                                     |       |
| 1998   | ARUC                | Iate Clube        | ?                                     |       |
| 1999   | Iate Clube          | SE Gama           | ?                                     |       |
| 2000   | CFZ de Brasília SE  | Guarany FC        | ?                                     |       |
| 2001   | CFZ de Brasília SE  | CAESO             | ?                                     |       |
| 2002   | CFZ de Brasília SE  | Guarany FC        | ?                                     |       |
| 2003   | CFZ de Brasília SE  | CAESO             | ?                                     |       |
| 2004   | AA Apollo 4         | Paranoá EC        | ?                                     |       |
| 2005   | AA Apollo 4         | Guarany FC        | ?                                     |       |
| 2006   | AA Luziânia         | CAESO             | ?                                     |       |
| 2007   | CRESSPOM            | Guarany FC        | ?                                     |       |
| 2008   | CRESSPOM            | ASCOOP            | ?                                     |       |
| 2009   | CRESSPOM            | ?                 | ?                                     |       |
| 2010   | ASCOOP              | CRESSPOM          | ?                                     |       |
| 2011   | CRESSPOM            | Capital CF        | ?                                     |       |
| 2012   | CRESSPOM            | Minas Brasília TC | ?                                     |       |
| 2013   | Capital CF          | CRESSPOM          | ?                                     |       |
| 2014   | CRESSPOM            | São Sebastião EC  | Danyelle (CRESSPOM; 8)                | [ 1 ] |
| 2015   | CRESSPOM            | Ceilândia EC      | Danyelle (CRESSPOM; ?)                | [ 2 ] |
| 2016   | Minas Brasília TC   | CRESSPOM          | Laíssa (Ceilândia EC; 13)             |       |
| 2017   | Minas Brasília TC   | Ceilândia EC      | Nycole Raysa (Ceilândia EC; 17)       | [ 3 ] |
| 2018   | Minas Brasília TC   | CRESSPOM          | Bruna Rayelle (SE Gama; 4)            | [ 4 ] |
| 2019   | Real Brasília FC    | Minas Brasília TC | Marcela (Real Brasília FC; 16)        |       |
| 2020   | Real Brasília FC    | Minas Brasília TC | Marcella (Minas Brasília TC; 12)      |       |
| 2021   | Real Brasília FC    | Minas Brasília TC | Katyelle Costa (CRESSPOM; 17)         |       |
| 2022   | Real Brasília FC    | Minas Brasília TC | Marcela Guedes (Real Brasília FC; 14) |       |
| 2023   | Real Brasília FC    | Minas Brasília TC | Damiana (Real Brasília FC; 8)         | [ 5 ] |
| 2024   | Real Brasília FC    | Minas Brasília TC | Juliana (Real Brasília FC; 6)         |       |

## Weblink
- ffdf.com.br (Webvertretung der FFDF)